# ماری مک‌کورمک
ماری مک‌کورمک (انگلیسی: Mary McCormack؛ زادهٔ ۸ فوریهٔ ۱۹۶۹) یک بازیگر سینما، و هنرپیشه اهل ایالات متحده آمریکا است.
از فیلم‌ها یا برنامه‌های تلویزیونی که وی در آن نقش داشته‌است می‌توان به ۱۴۰۸، معما، آلاسکا، جهانگرد، هشداردهنده، تصادف، کالین فیتز زندگی می‌کند!، قسمت‌های خصوصی و دیکی رابرتس اشاره کرد.